# Biotinidase
La biotinidase est une enzyme ubiquitaire des cellules de mammifères. Cette enzyme est présente à des taux élevés dans le foie, le sérum et les reins. Sa fonction primaire est de cliver la biotine au départ de la biocytine, préservant la réserve de biotine pour son utilisation en tant que cofacteur des enzymes biotine dépendantes, en l'occurrence les 4 carboxylases humaines :
- la pyruvate carboxylase,
- l'acétyl-CoA carboxylase,
- la propionyl-CoA carboxylase,
- la méthylcrotonyl-CoA carboxylase

En 1971, on décrivit pour la première fois des déficiences multiples en carboxylase répondant à l'administration de biotine. Dans les années 1980, Wolf et coll.[réf. non conforme] ont caractérisé la forme infantile de ces déficiences multiples en carboxylase et lui ont donné le nom de déficit en biotinidase.